# TV Tokyo

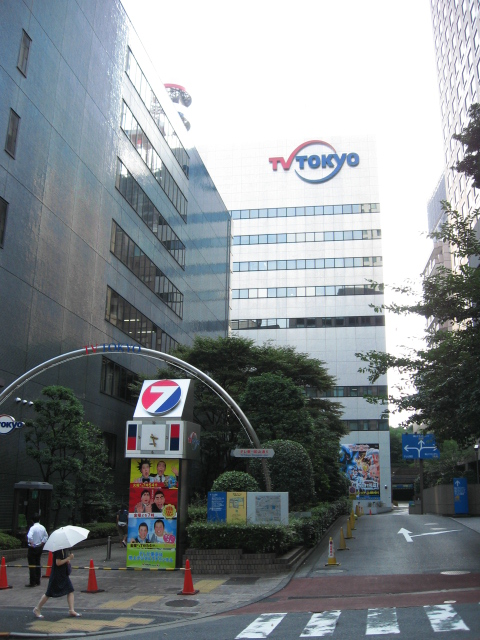
Trụ sở cũ của TV Tokyo Toranomon

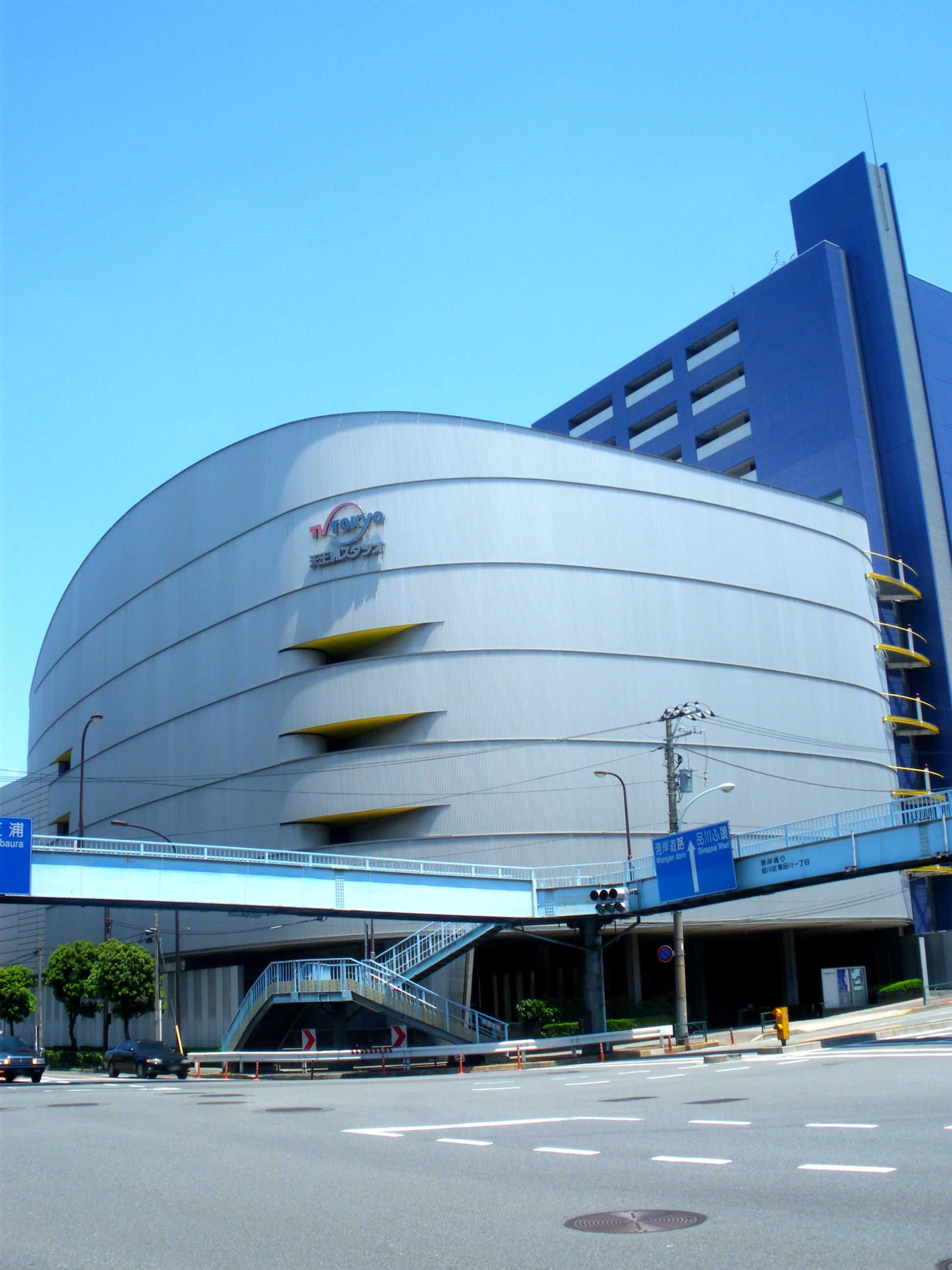
Phòng thu Tennōzu Isle

Tập đoàn TV Tokyo (hay TX) (株式会社テレビ東京 Kabushiki-gaisha Terebi Tōkyō) là một đài truyền hình có trụ sở tại Toranomon, Minato, Tokyo, Nhật Bản. Còn được biết đến với tên "Teleto",, một từ kết hợp giữa "terebi" và "Tokyo", là đài truyền hình hàng đầu chính trong TXN Network. Trụ sở chính nằm tại Sumitomo Fudosan Roppongi Grand Tower ở Roppongi, Minato, Tokyo, Nhật Bản. Công ty con TV Tokyo Corporation của công ty đại chúng TV Tokyo Holdings Corporation, sở hữu và điều hành, bản thân nó cũng là công ty con của Nikkei, Inc. Đây là một trong những đài truyền hình lớn của Tokyo, đặc biệt chuyên về anime.

## Lịch sử
TV Tokyo được thành lập bởi Quỹ Khoa học Nhật Bản vào năm 1951 và bắt đầu phát sóng với tên Science TV Tokyo Channel 12 Television (科学テレビ東京12チャンネルテレビ Kagaku Terebi Tōkyō Jūni-channeru Terebi) vào ngày 12 tháng 4 năm 1964. Tên này được lấy phòng theo kênh tần số VHF 12. Tuy nhiên, nhà đài gần như phá sản vào năm 1968; vào ngày 1 tháng 7 năm đó, một công ty trách nhiệm hữu hạn Tokyo Channel 12 Production đã được thành lập với sự giúp đỡ của Nikkei và Mainichi Broadcasting System.
Năm 1969, Nikkei và MBS đã ký một biên bản quy định Kênh 12 của Tokyo nên chia sẻ các chương trình với Đài Truyền hình Giáo dục Nihon (NET, nay là TV Asahi). Điều này tạo thành một liên minh trên thực tế kéo dài cho đến năm 1975.

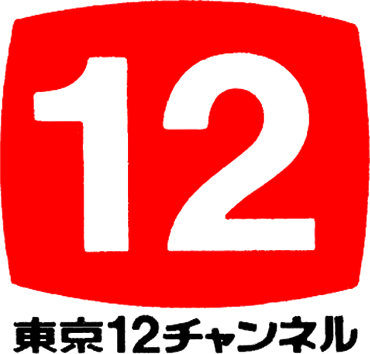
Logo của Tokyo Channel 12 (1973-1981)

Tháng 10 năm 1973 Tokyo Channel 12 Production được đổi tên thành Tokyo Channel 12, Ltd. (株式会社東京12チャンネル Kabushiki-gaisha Tōkyō Jūni-channeru); và rút ngắn tên kênh thành Tokyo Channel 12 (東京12チャンネル Tōkyō Jūni-channeru), bỏ "Science TV" khỏi tên của nó. Đồng thời, nhà đài chuyển đến Công viên Shiba. Một tháng sau, nó trở thành một đài truyền hình đa năng cùng với NET.
Ngày 1 tháng 4 năm 1978, Tokyo thành lập một công ty xuất bản mới gọi là Softx.

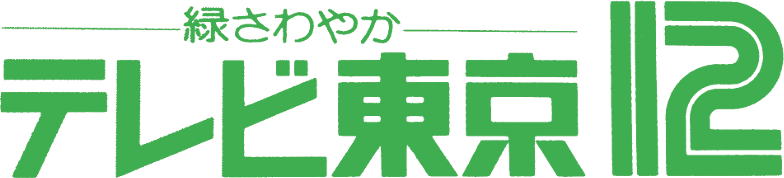
Logo của TV Tokyo được sử dụng từ năm 1981 đến năm 1985. Đây là biến thể đầu tiên của chữ テ レ ビ 東京 ở trên, được sử dụng từ năm 1981 đến 1998, khi nó được thay thế hoàn toàn bằng logo hiện tại do tranh cãi liên quan đến một tập phim Pokémon. Ở lần xuất hiện cuối cùng, logo đi kèm với một vầng hào quang màu đỏ với cách điệu "チ ュ ッ ! " bên dưới

Năm 1981, lại thêm một lần đổi tên nữa, lần này là Television Tokyo Channel 12, Ltd. d/b/a TV Tokyo; tên tiếng Nhật hiện tại của công ty cũng được sử dụng trong cùng năm.
Năm 1983, TV Tokyo thành lập Mega TON Network (nay là TX Network) cùng với TV Osaka và Aichi Television Broadcasting. Công ty chuyển trụ sở chính từ Công viên Shiba sang Toranomon vào tháng 12 năm 1985.
Ngày 4 tháng 10 năm 1999, công ty sản xuất Softx của Tokyo đổi tên thành TV Tokyo MediaNet.
Năm 2004, TV Tokyo MediaNet được rút gọn thành MediaNet.
Ngày 25 tháng 6 năm 2004, công ty lấy tên tiếng Anh hiện tại là TV Tokyo Corporation. Sau quá trình chuyển đổi kỹ thuật số, kênh bắt đầu phát sóng trên kênh kỹ thuật số 7.
Ngày 7 tháng 11 năm 2016, TV Tokyo chuyển trụ sở chính đến tòa nhà mới tại Sumitomo Fudosan Roppongi Grand Tower từ các xưởng cũ của nó ở Toranomon. Đối với các chương trình hoạt hình, nhà đài ban đầu sử dụng logo kiểu Circle 7. Logo hiện tại là một quả chuối hoạt hình tên là Nanana, có mắt, mũi miệng và uốn cong thành số 7 (ナナナ).

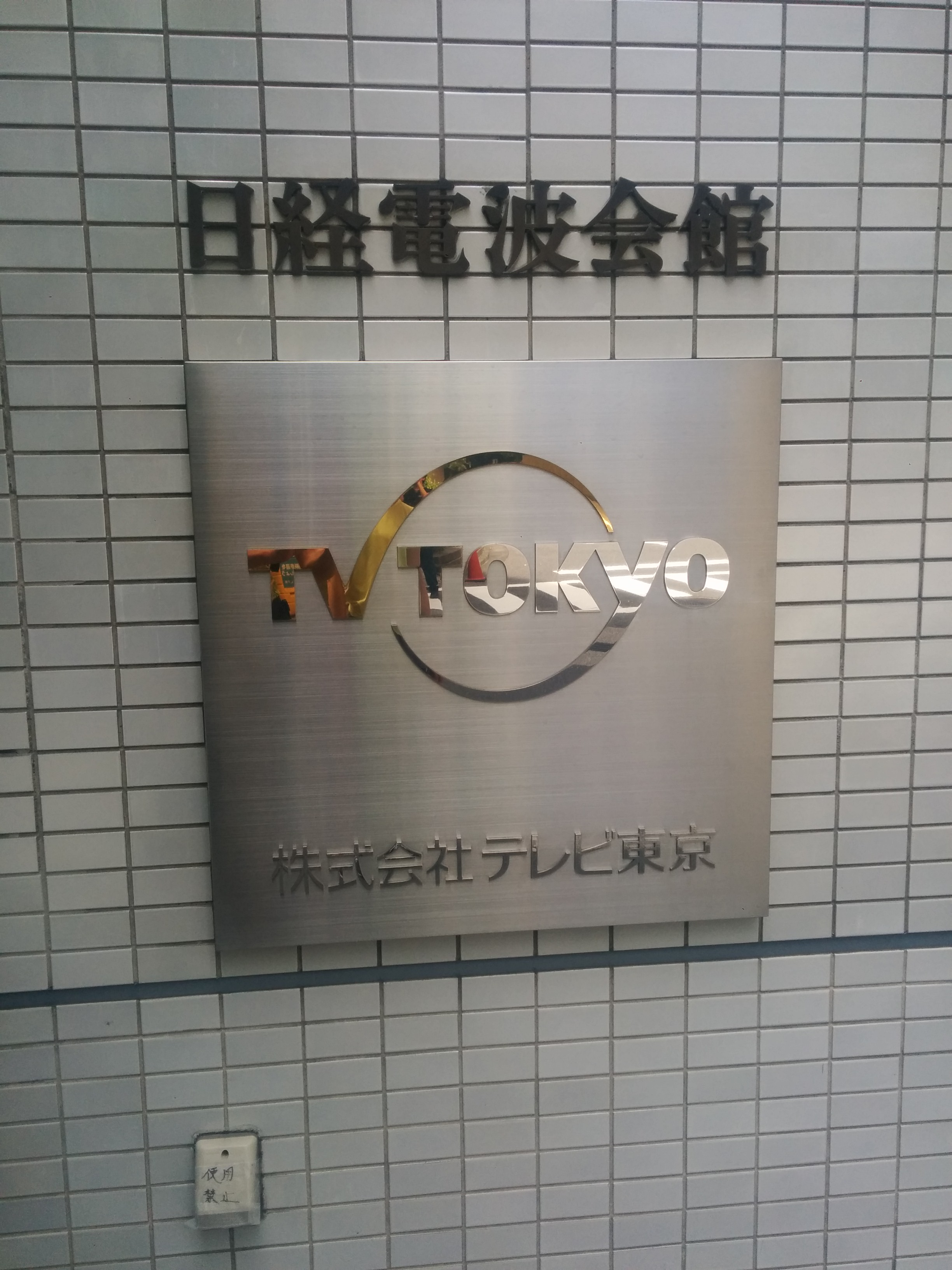
Tòa nhà trụ sở chính, được gọi là Nikkei Denpa Kaikan

## Phát sóng

### Digital
- Trạm phát tín hiệu: JOTX-DTV
- Remote controller ID 7
- Tokyo Skytree: Kênh 23

### Analog
Analog Transmission đã ngừng từ ngày 24 tháng 7 năm 2011.
- Trạm phát tín hiệu: JOTX-TV
- Tháp Tokyo: Kênh 12

## Công ty liên quan
- TV Tokyo Holdings (株式会社テレビ東京ホールディングス)
- BS TV Tokyo (株式会社BSテレビ東京)
- TV Tokyo (テレビ東京ブロードバンド株式会社)
- TV Tokyo (株式会社テレビ東京ミュージック)
- PROTX (株式会社テレビ東京制作)
- AT-X (株式会社エー・ティー・エックス)
- FM Inter-Wave Inc. (エフエムインターウェーブ株式会社)
- IntaracTV (株式会社インターラクティーヴィ)
- Nikkei CNBC (株式会社日経CNBC)
- TV Tokyo America Inc.
- MediaNet (trước đây là TV Tokyo MediaNet & Softx)
- Shopro, viết tắt của Shogakukan-Shueisha Productions Co., Ltd. (trước đây là Shogakukan Productions Co., Ltd.)

## Xem thêm

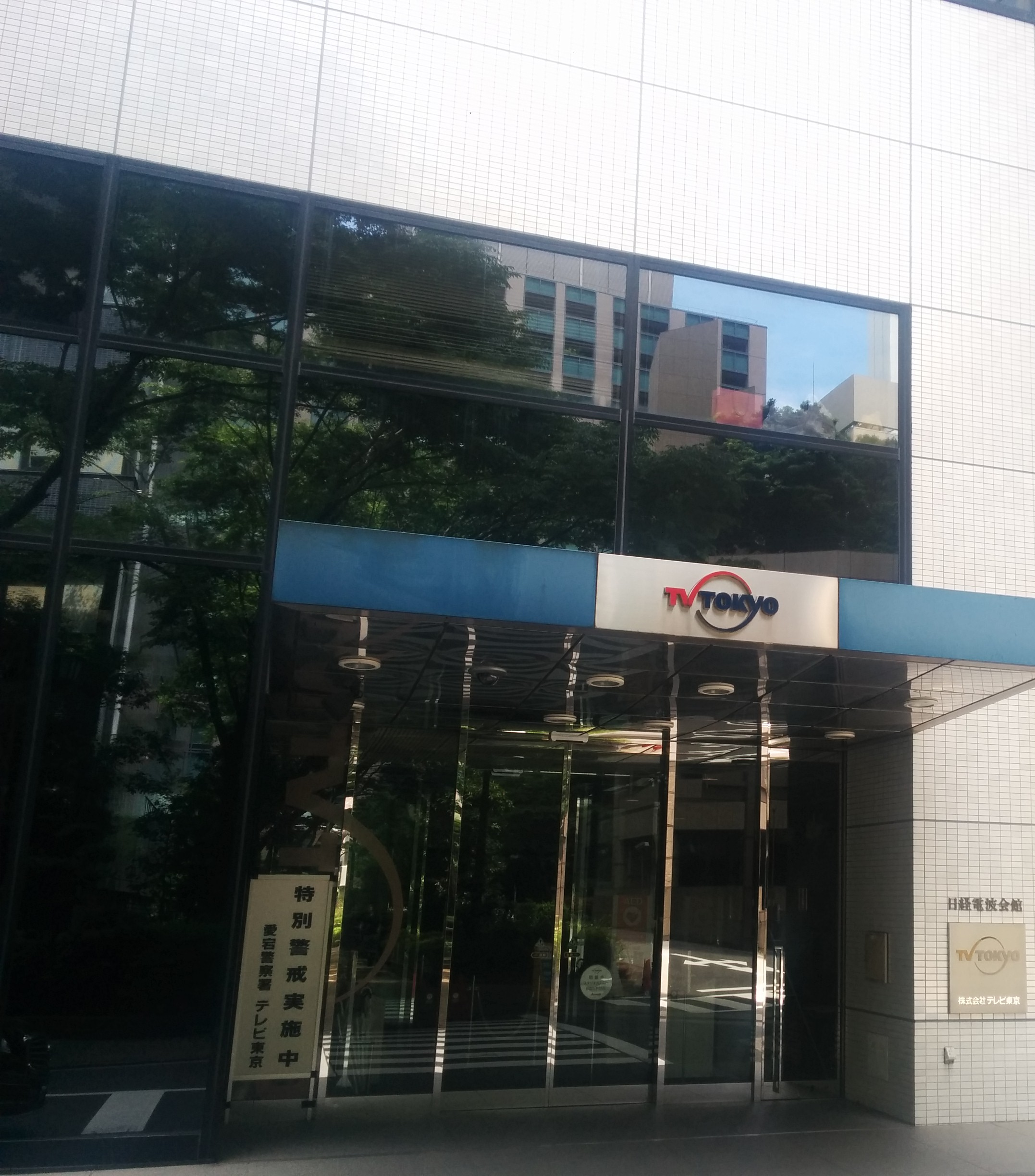
Cổng vào